# غابي لونغ
غابي لونغ (بالإنجليزية: Gabe Long)‏ هو لاعب كرة قدم أمريكية أمريكي، ولد في 3 يناير 1985.

## وصلات خارجية
- غابي لونغ على موقع JustSportsStats.com (الإنجليزية)